# Торткудук
Торткуду́к (каз. Төртқұдық) — село у складі Аксуської міської адміністрації Павлодарської області Казахстану. Входить до складу Достицького сільського округу.
Населення — 49 осіб (2021; 104 у 2009, 115 у 1999, 218 у 1989).
Національний склад станом на 1989 рік:
- казахи — 100 %